# Georg Ledebour
Georg Ledebour (ur. 7 marca 1850 w Hanowerze, zm. 31 marca 1947 w Bernie) – niemiecki polityk socjaldemokratyczny, dziennikarz. Poseł do Reichstagu z ramienia Socjaldemokratycznej Partii Niemiec (niem. Sozialdemokratische Partei Deutschlands, SPD) (1900–1918) i z ramienia Niezależnej Socjaldemokratycznej Partii Niemiec (niem. Unabhängige Sozialdemokratische Partei Deutschlands, USPD) (1920–1924).
Korespondent zagraniczny “Berliner Blätter“ w Londynie (1876–1882). Od 1882 członek Deutsche Fortschrittspartei, współzałożyciel Demokratische Partei Norddeutschlands (1886), od 1891 w Socjaldemokratycznej Partii Niemiec, SPD). Redaktor pism „Vorwärts” i „Sächsische Arbeiter-Zeitung” (1892–1899). 
W 1917 wraz z innymi przeciwnikami ówczesnej polityki SPD popierającej działania wojenne i pielęgnującej zawieszenie sporów politycznych (niem. Burgfriedenpolitik) założył Niezależną Socjaldemokratyczną Partię Niemiec, USPD. W styczniu 1919 był jednym z przywódców powstania Spartakusa, obok Róży Luxemburg i Karla Liebknechta. Po zdławieniu powstania przez prawicowych, socjaldemokratycznych działaczy, ówczesnego kanclerza Niemiec Friedrich Eberta i ministra obrony, Gustav Noskego, przy pomocy Reichswehry i Freikorpsów, Ledebour został aresztowany, ale w czerwcu zwolniony. 
Jako przewodniczący USPD w latach 1920-1924 był posłem do Reichstagu. Razem z Theodorem Liebknechtem i Kurtem Rosenfeldem zaliczał się do największych przeciwników zjednoczenia USPD z Komunistyczną Partią Niemiec (niem. Kommunistische Partei Deutschlands, KPD) czy przyłączenia do SPD. Opuścił USPD w 1923. W latach 30. związany z organizacjami komunistycznymi, m.in. Internationale Arbeiterhilfe. W 1931 wstąpił do Socjalistycznej Partii Pracy Niemiec (niem. Sozialistische Arbeiterpartei Deutschlands, SAP). 
W 1933 po dojściu do władzy Adolfa Hitlera i nazistów, wyemigrował do Szwajcarii, gdzie nadal publikował w prasie antyfaszystowskiej. Stamtąd też jeszcze w kwietniu 1946 zwrócił się z przemówieniem do zjazdu zjednoczeniowego wschodnioniemieckiej SPD i KPD, którego następstwem było powstanie Socjalistycznej Partii Jedności Niemiec (niem. Sozialistische Einheitspartei Deutschlands, SED). 